# Elena Kittnarová
Elena Kittnarová, rozená Kurbelová (2. června 1931 Trnava – 12. února 2012 Bratislava) byla slovenská operní pěvkyně, soprán.
Její starší sestra Marta Meierová byla také pěvkyní a pro Elenu vzorem. Po absolvování Státní konzervatoře působila na Nové scéně v Bratislavě (od roku 1953), v roce 1966 byla přijata jako sólistka Opery Slovenského národního divadla, kde poté působila až do roku 1993 (a další dva roky potom tam hostovala).
Z jejích rolí je vysoce ceněna zejména postava Emília Marty v Janáčkově Věci Makropulos.